# Phylloxera scutifera
Phylloxera scutifera är en insektsart. Phylloxera scutifera ingår i släktet Phylloxera och familjen dvärgbladlöss. Inga underarter finns listade i Catalogue of Life.